# اوکی سونکو
اوکی سونکو (به اسپانیایی: Awki Sunqu) یک کوه در پرو است که در Peru, Lima Region واقع شده‌است. اوکی سونکو ۵٬۰۵۰ متر بالاتر از سطح دریا واقع شده‌است.